# Kristina Mundt
Kristina Mundt (Merseburg, RDA, 25 de enero de 1966) es una deportista alemana que compitió para la RDA en remo.
Participó en dos Juegos Olímpicos de Verano, obteniendo dos medallas, oro en Seúl 1988 y oro en Barcelona 1992, en la prueba de cuatro scull.
Ganó tres medallas en el Campeonato Mundial de Remo entre los años 1985 y 1994.

## Palmarés internacional
| Representando a la RDA   |                               |                  |              |
| Juegos Olímpicos         |                               |                  |              |
| Año                      | Lugar                         | Medalla          | Prueba       |
| 1988                     | Seúl (Corea del Sur)          | Medalla de oro   | Cuatro scull |
| Campeonato Mundial       |                               |                  |              |
| Año                      | Lugar                         | Medalla          | Prueba       |
| 1985                     | Malinas (Bélgica)             | Medalla de oro   | Cuatro scull |
| Representando a Alemania |                               |                  |              |
| Juegos Olímpicos         |                               |                  |              |
| Año                      | Lugar                         | Medalla          | Prueba       |
| 1992                     | Barcelona (España)            | Medalla de oro   | Cuatro scull |
| Campeonato Mundial       |                               |                  |              |
| Año                      | Lugar                         | Medalla          | Prueba       |
| 1993                     | Račice (República Checa)      | Medalla de plata | Cuatro scull |
| 1994                     | Indianápolis (Estados Unidos) | Medalla de oro   | Cuatro scull |